# ملعب غازي عنتاب
ملعب غازي عنتاب (بالتركية: Gaziantep Stadyumu)‏ هو ملعب يقع في مدينة غازي عنتاب بتركيا. تبلغ سعته 35,574 متفرجًا، واُفتتح في 15 يناير 2017. يُعد الملعب الرئيسي لنادي غازي عنتاب إف كيه، وقد حلّ محل ملعب غازي عنتاب كميل أوجاك. يبعد الملعب عن مركز المدينة مسافة 10 كيلومترات. ولإبراز تقاليد مدينة زيوغما القديمة، تم تغطية الجدران الخارجية للملعب بالفسيفساء.